# Шорт Памп (Вирџинија)
Шорт Памп (енгл. Short Pump) насељено је место без административног статуса у америчкој савезној држави Вирџинија.

## Демографија
По попису из 2010. године број становника је 24.729, што је 24.547 (13487,0%) становника више него 2000. године.
| Група             | 2000.       | 2010.          |
| Белци             | 166 (91,2%) | 17.993 (72,8%) |
| Афроамериканци    | 0 (0,0%)    | 1.411 (5,7%)   |
| Азијати           | 0 (0,0%)    | 3.939 (15,9%)  |
| Хиспаноамериканци | 16 (8,8%)   | 784 (3,2%)     |
| Укупно            | 182         | 24.729         |